# Codex Boreelianus
Il Codex Boreelianus (Gregory-Aland no. Fe o 09) è un manoscritto in greco onciale (maiuscolo) datato al IX secolo, di tipo bizantino, comprendente i quattro vangeli.
Si conservano solo frammenti per un totale di 204 fogli di pergamena. Le pagine misurano 285 x 220 mm.
La provenienza del manoscritto è ignota. Nel XVII secolo il manoscritto è stato in possesso di Giovanni Boreel. Dal 1830 si trova presso la "Rijksuniversiteits Bibliotheek" di Utrecht (MS. 1).

## Critica testuale
Il manoscritto contiene il testo della Pericope dell'adultera (Vangelo secondo Giovanni 8,1-11).